# Alchemilla abyssinica
Alchemilla abyssinica é uma espécie de rosácea do gênero Alchemilla, pertencente à família Rosaceae.